# Gran Premi de França del 2002

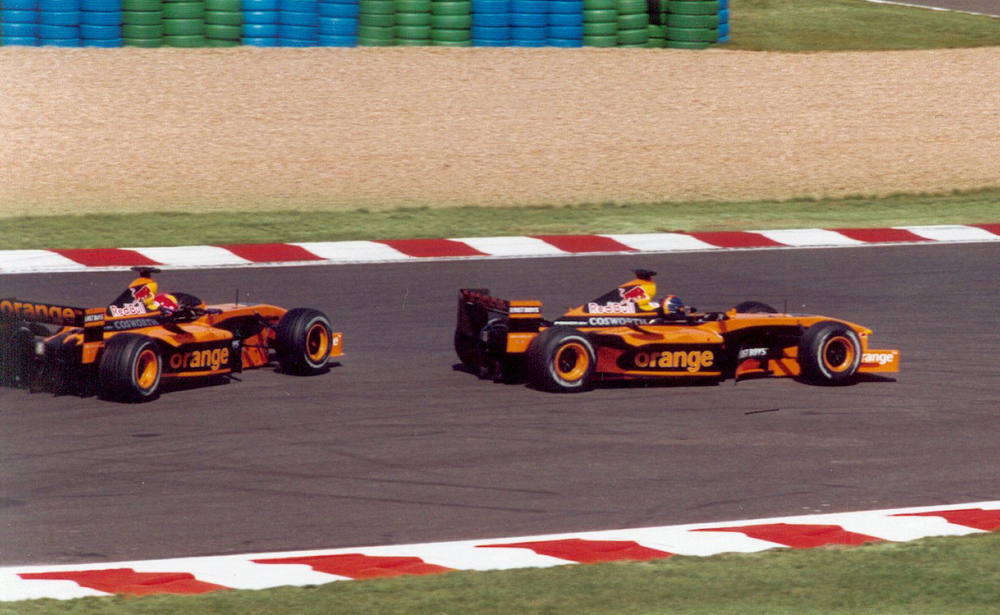
Imatge de la cursa al Circuit de Magny-Cours.

Resultats del Gran Premi de França de Fórmula 1 de la temporada 2002, disputat al circuit de Nevers Magny-Cours el 21 de juliol del 2002.

## Resultats
| Pos | No | Pilot                 | Equip              | Voltes | Temps/ Retirada    | Pos. de sortida | Punts |
| --- | -- | --------------------- | ------------------ | ------ | ------------------ | --------------- | ----- |
| 1   | 1  | Michael Schumacher    | Ferrari            | 72     | 1h 32' 09. 837     | 2               | 10    |
| 2   | 4  | Kimi Räikkönen        | McLaren - Mercedes | 72     | + 1.104 s          | 4               | 6     |
| 3   | 3  | David Coulthard       | McLaren - Mercedes | 72     | + 31.975 s         | 6               | 4     |
| 4   | 6  | Juan Pablo Montoya    | Williams - BMW     | 72     | + 40.675 s         | 1               | 3     |
| 5   | 5  | Ralf Schumacher       | Williams - BMW     | 72     | + 41.772 s         | 5               | 2     |
| 6   | 15 | Jenson Button         | Renault            | 71     | + 1 Volta          | 7               | 1     |
| 7   | 7  | Nick Heidfeld         | Sauber - Petronas  | 71     | + 1 Volta          | 10              |       |
| 8   | 23 | Mark Webber           | Minardi - Asiatech | 71     | + 1 Volta          | 18              |       |
| 9   | 17 | Pedro de la Rosa      | Jaguar - Cosworth  | 70     | + 2 Voltes         | 15              |       |
| 10  | 22 | Alex Yoong            | Minardi - Asiatech | 68     | + 4 Voltes         | 19              |       |
| 11  | 25 | Allan McNish          | Toyota             | 65     | Motor              | 17              |       |
| Ret | 16 | Eddie Irvine          | Jaguar - Cosworth  | 52     | Trencament aleró   | 9               |       |
| Ret | 14 | Jarno Trulli          | Renault            | 49     | Motor              | 8               |       |
| Ret | 8  | Felipe Massa          | Sauber - Petronas  | 48     | Part mecànica      | 12              |       |
| Ret | 24 | Mika Salo             | Toyota             | 48     | Motor              | 16              |       |
| Ret | 11 | Jacques Villeneuve    | BAR - Honda        | 35     | Motor              | 13              |       |
| Ret | 12 | Olivier Panis         | BAR - Honda        | 29     | Accident (ferides) | 11              |       |
| Ret | 10 | Takuma Sato           | Jordan - Honda     | 23     | Virolla            | 14              |       |
| NVS | 2  | Rubens Barrichello    | Ferrari            |        | Encesa             | 3               |       |
| NVQ | 20 | Heinz-Harald Frentzen | Arrows - Cosworth  |        |                    |                 |       |
| NVQ | 21 | Enrique Bernoldi      | Arrows - Cosworth  |        |                    |                 |       |
| WD  | 9  | Giancarlo Fisichella  | Jordan - Honda     | 0      | Ferides            |                 |       |

## Altres
- Pole: Juan Pablo Montoya 1' 11. 985

- Volta ràpida: David Coulthard 1' 15. 045 (a la volta 62)